# LSTTL
LSTTL је модификација TTL технологије интегрисаних кола уведена крајем 60-их и почетком 70-их година 20. вијека.
Њемачки научник Валтер Шотки (Walter H. Schottky) је пронашао Шоткијев ефект, који је омогућио израду Шотки диоде и касније транзистора. Логичка кола израђена са Шотки технологијом користе више снаге од обичног TTL кола али раде брже.
- оригинална Шотки серија кола.
- серија кола, потрошња је смањена и брзина повећана.
- даља побољшања, смањена потрошња, повећана брзина.
- повећана брзина и потрошња.

## Означавање
Слова у средини назива кола најчешће означавају врсту технологије. 
- 7400 - обично TTL коло
- -  коло
- - Шотки
- - Шотки мале потрошње
- - Шотки, напредно коло
- - брзо Шотки коло